# Mancomunidad de Lira
La Mancomunidad de Lira es uno de los cinco Estados Sucesores de la Esfera Interior, región del espacio conocido en el universo de ficción de BattleTech. La Mancomunidad, es uno de los principales Estados Sucesores de la Esfera Interior, ubicado en la región del espacio que comprende el arco en sentido antihorario que va desde centro (arriba en el mapa, indica la dirección del centro de la Vía Láctea) y anti-giro (izquierda en el mapa; indica el sentido contrario al giro de la galaxia) en relación con Terra, y tradicionalmente considerado como el más rico de los estados sucesores. Durante la mayor parte de su historia, la capital lirana estuvo ubicada en la Tríada en el mundo helado de Tharkad. Mientras que la Mancomunidad era el reino regido por la casa Steiner, la Alianza Lirana estaba gobernada por la rama de la familia Steiner-Davion.
La Mancomunidad de Lira se alió con la Federación de soles en los acuerdos de FedCom; la alianza de la Mancomunidad Federada se percibió como una entidad única desde la boda de Melissa Steiner con Hanse Davion (y la Cuarta Guerra de Sucesión que lanzaron durante su boda), aunque técnicamente los dos reinos permanecieron separados hasta que el hijo mayor de ambos, Víctor Steiner-Davion heredó el gobierno sobre ambas partes de la Mancomunidad Federada en 3055.
La hermana de Víctor, Katherine Steiner-Davion, separó de la mitad Lirana de la Mancomunidad Federada en 3057 bajo el nombre de Alianza Lirana, precipitando la Guerra Civil de la Mancomunidad Federada. La Alianza Lirana cambiaría su nombre de nuevo al tradicional de Mancomunidad de Lira el 5 de enero de 3084.
La Mancomunidad de Lira es conocida por su sólida economía, su poderosa nobleza y su política militar de promoción basada en el pedigrí y el talento. Desafortunadamente para el estado lirano, la promoción de los llamados "Generales Sociales" ha dado como resultado un ejército de variadas capacidades. Aunque los "generales sociales" incompetentes no son la regla, la prevalencia de muchos oficiales pobres en talento ha obstaculizado al estado de lirano a lo largo de su historia. Además, las Fuerzas Armadas de la Mancomunidad de Lira tienden a luchar en campañas defensivas con battleMechs más pesados.
Aunque la historia militar de la Mancomunidad está llena de pasos en falso, el estado de lirano ha resistido durante muchos cientos de años gracias a las capacidades de su base industrial y de los méritos de los pocos oficiales capaces producidos por el sistema. 

## Historia
La Mancomunidad de Lira se formó en 2341 como una fusión entre tres alianzas mercantiles, el Protectorado de Donegal, la Federación de Skye y el Pacto Tamar. La carta fundacional exigía nueve "Arcontes" para gobernar la nación, pero la impracticabilidad de este sistema llevó a un golpe de Estado del líder de Donegal, Robert Marsden, quien se declaró a sí mismo Archon Basileus en agosto de 2375. Una invasión del Condominio Draconis en 2407 resultó en la muerte del entonces Arconte Alistair Marsden, hermano de Robert, en 2408. El cargo recayó en su esposa, Katherine Steiner, instalada en la nueva capital de Tharkad. 
Los Liranos perdieron territorio frente a sus vecinos, pero en 2455 la marea cambió cuando la Operación Prometheus le dio a la casa Steiner la posibilidad a acceder a la tecnología de los battleMechs. La era de la guerra dio paso a la era dorada de la humanidad, vigilada por la Liga Estelar, a la que la familia Steiner se comprometió a unirse en 2558. La economía de la Mancomunidad prosperó durante esta era, pero no duró. La Guerra Civil Amaris arrasó muchos mundos en la Hegemonía Terráquea, aunque la Mancomunidad aumentó sus posesiones cuando absorbió muchos sistemas de la República de Mundos del Borde.
La Primera Guerra de Sucesión entre las cinco Grandes Casas restantes estalló en 2785. La Primera y la Segunda Guerra devolvieron la Esfera Interior a la era industrial, ya que la guerra total provocó la muerte de millones, las ciudades fueron destruidas y una gran cantidad de las necesarias naves de salto, casi extinguidas. La Tercera Guerra duró generaciones, pero vio un regreso a las Convenciones de Ares que limitaron el daño colateral. La Mancomunidad intercambió mundos con la Liga de Mundos Libres, pero fue perdiendo terreno de manera constante frente al Condominio. 
En 3020, durante los últimos años de la Tercera Guerra de Sucesión, la Arconte Katrina Steiner hizo circular una propuesta de paz a los demás gobernantes de las grandes casas. Aunque todos la rechazaron, el Primer Príncipe Hanse Davion de la Federación de Soles quedó intrigado y el dúo comenzó un diálogo que resultó en una alianza que comprometió a Hanse con la hija y heredera de Katrina, la Arconte designada Melissa Steiner. Coincidiendo con su ceremonia de matrimonio en Terra en 3028, las dos naciones lanzaron invasiones de sus vecinos. La Mancomunidad utilizó a los revolucionarios rasalhagianos a su favor durante la Cuarta Guerra de Sucesión, quitando muchos sistemas del Condominio. Estos logros se neutralizaron cuando el heredero del Condominio, Theodore Kurita, reconoció la independencia de Rasalhague en 3034, lo que obligó a los liranos a ceder sus planetas ganados con tanto esfuerzo a la naciente República Libre de Rasalhague. La abortada Guerra de 3039 fue pensada como una invasión a gran escala del Combine, pero la sorprendente fuerza de la Casa Kurita hizo que las naciones aliadas reconsideraran sus intenciones, cancelando el ataque en poco tiempo. Las dos naciones se fusionaron más estrechamente después de la guerra fallida, lo que resultó en la creación informal de la Mancomunidad Federada.
En 3050, los Clanes invadieron la Esfera Interior y las fuerzas de la Mancomunidad perdieron batalla tras batalla ante el Clan Halcón de Jade y el Clan Lobo. La tregua de Tukayyid de 3052 detuvo la invasión del clan, gracias a ComStar, pero muchos mundos de la Mancomunidad siguieron siendo vulnerables a los ataques. El asesinato en 3055 de la Arconte Melissa Steiner resultó en la unión formal de la Mancomunidad de Lira y la Federación de Soles con la ascensión del Príncipe-Arconte Víctor Steiner-Davion. Debido a las manipulaciones de su hermana menor, rápidamente se volvió impopular entre sus súbditos. Cuando el capitán general de la Liga de Mundos Libres, Thomas Marik, descubrió en 3057 que Víctor había reemplazado a su hijo Joshua con un doble, se alió con el canciller de la Confederación de Capela Sun-Tzu Liao y lanzó una invasión. Katherine Steiner-Davion aprovechó la oportunidad e invocó los poderes de guerra para separar la mitad lirana de la nación, llamándola la "Alianza Lirana", y firmó un tratado de paz con Marik, que resultó en la creación de la Marcha del Caos. El Gran Duque Morgan Kell casi se separó de la Alianza, creando una región semiautónoma a lo largo de la frontera  con los Halcones de Jade conocida como  Cordón de Defensa de Arc-Royal. 
Una incursión del Clan Halcón de Jade en 3058 fue detenida en el planeta Coventry por una coalición multinacional dirigida por Príncipe-Arcónte Víctor. Las distintas potencias reconocieron la necesidad de cooperación para acabar con la amenaza de los Clanes, lo que resultó en la resurrección de la Liga Estelar.  La Arconte Katherine  ofreció a Tharkad ser anfitrión de las Conferencias de Whitting, aunque su intriga para asumir el manto de Primer Lord no tuvo éxito. Cuando Víctor dirigió una expedición militar al espacio de los Clanes para asegurar la destrucción del Clan Jaguar de Humo, Katherine aprovechó la oportunidad para hacerse cargo de la mitad restante de la Mancomunidad Federada. Aunque inicialmente no impugnó el reinado de Katherine, Víctor se vio forzado en 3062 a levantarse contra su hermana. La Guerra Civil de la Mancomunidad Federada envolvió a la nación de lirana durante cinco años, incluida otra incursión del clan Halcón de Jade en 3064. La derrota de Katherine en la guerra civil le permitió a Víctor establecer las líneas de sucesión. Se separó formalmente la Alianza Lirana de la Mancomunidad Federada e instaló a su hermano Peter Steiner-Davion como arconte en 3067.
En diciembre de 3067, la Liga Estelar se vino abajo cuando los liranos y otros se negaron a apoyarla por más tiempo. La Palabra de Blake, una facción que estaba a punto de ganar legitimidad con la membresía de la Liga, se enfureció y lanzó su Jihad contra las otras potencias de la Esfera Interior y la Periferia. La Alianza Lirana fue devastada por el conflicto de catorce años porque la Palabra de Blake atacó a la fuerte base industrial de lirana. La Alianza también se enfrentó a la Liga de Mundos Libres y los Clanes al mismo tiempo. Devlin Stone surgió como un líder sin estado que unió a muchas de las diversas facciones contra los blakistas, expulsándolos de la Alianza y liberando Terra en 3079. 
El 5 de enero de 3084, el nombre de la nación volvió a ser Mancomunidad de Lira. La nación se amplió a expensas de la fracturada Liga de Mundos Libres, incluida una invasión a gran escala en 3136. El intento de la arconte Melissa Steiner de aliarse con el Clan Lobo y asentarlos en la antigua frontera de la Liga fracasó. Los Lobos conquistaron docenas de mundos, derrotando cada unidad que las Fuerzas Armadas de la Mancomunidad de Lira les lanzó. Las invasiones simultáneas de los clanes Halcón de Jade, Caballos del Infierno y Lobo fueron más de lo que la nación podía soportar. Los Lobos aterrizaron en Tharkad y derrotaron a los defensores de liranos y mataron a la Arcontesa, aunque los Clanes no intentaron tomar la capital lirana. Después de regresar a casa y alcanzar el rango de Khan, Alaric Ward, Khan del Clan Lobo, reveló que él es genéticamente hijo de Katherine Steiner-Davion y anunció su intención de convertirse en Arconte.

## Política
En el universo ficticio de Battletech, el estado lirano ha disfrutado de una estabilidad notable a lo largo de la mayor parte de su historia, gracias a una combinación de una fuerte monarquía feudal y una representación democrática que le ha dado al gobierno la flexibilidad para adaptarse a las circunstancias cambiantes. Cuando se fundó originalmente, inspirada en parte por la antigua Atenas, la Mancomunidad de Lira estaba encabezada por nueve Arcontes: los gobernantes y sus delegados de los tres miembros fundadores, así como el comandante militar, tesorero y el ministro de transporte de la Mancomunidad. Acosado por la corrupción y amenazado por el Condominio Draconis, Robert Marsden depuso a los otros ocho Arcontes en 2375. Luego se presentó a los Estados Generales y los Artículos de Aceptación, garantizando los derechos de los planetas y la gente de la Mancomunidad, y ganando suficiente apoyo popular para convertirse en el único Arconte en 2376. Así, mientras que el Arconte teóricamente tiene el poder absoluto, los derechos básicos están protegidos y la voluntad del pueblo puede y ha obligado a muchos Arcontes a revertir decisiones impopulares.
La capital lirana estaba originalmente en Arcturus hasta 2407, cuando Alistair Marsden la trasladó a Tharkad en respuesta a la amenaza planteada por el Condominio. La ciudad de Tharkad es el corazón del estado y hogar de la Tríada, el complejo triangular que alberga los tres edificios que componen el gobierno: el Palacio Real, la Corte Real y la Casa de Gobierno. Debajo están los gobiernos provinciales y planetarios, un sistema de varias lealtades feudales y acuerdos políticos hechos bajo la égida de los Artículos de Aceptación. Cada planeta es libre de elegir su propio sistema de gobierno, siempre que paguen sus impuestos, proporcionen ayuda militar según sea necesario y cumplan con las leyes aprobadas por el Arconte y los Estados Generales (con derecho a solicitar exenciones y alteraciones según necesidades). El gobierno también se reserva el derecho de imponer acciones punitivas en cualquier planeta que no cumpla con estas reglas o abuse de los derechos de sus ciudadanos.

### Arconte
El Arconte es el jefe de Estado de la Mancomunidad de Lira. También es el comandante en jefe de todas las fuerzas militares liranas, incluidas las milicias locales y los ejércitos privados, y tiene la autoridad para tomar todas y cada una de las decisiones relacionadas con la política interior y exterior. El Arconte también tiene la máxima autoridad sobre la nobleza, siendo la única persona que puede otorgar o quitar cualquier título. Si bien las decisiones de un Arconte no son vinculantes, a menos que el tiempo sea esencial, la mayoría de sus propuestas se presentarán  al Consejo y a los Estados Generales para su consulta y debate, aunque solo sea para que el producto final pueda emitirse en una forma más aceptable para el público en general.
La intención original era que el título de Arconte no fuera hereditario, pero después de la muerte de Robert Marsden, la casa Steiner rápidamente dominó el puesto y lo convirtió en el derecho de nacimiento de su familia. Esto fue particularmente gracias a los esfuerzos de Katherine Steiner, quien creó el Consejo de la Mancomunidad como un freno a otros pretendientes al trono y usó el Cuerpo de Exploradores de la Mancomunidad para reclamar docenas de mundos recién descubiertos y distribuirlos para crear una base de fieles partidarios nobles. Su poder también se ve favorecido en gran parte debido a su vasta riqueza: en 3025, la Casa Steiner controlaba directamente los cuatro mundos más cercanos a Tharkad (Gallery, Furillo, Porrima y Duran), tenía importantes propiedades en otros 200 mundos y controlaba participaciones en cincuenta corporaciones liras.

### El consejo
Katherine Steiner creó el Consejo de la Mancomunidad con el fin de obtener el apoyo de los líderes del Pacto Tamar y la Federación de Skye en el establecimiento de la dinastía Steiner. Si bien su poder ha oscilado a lo largo de los siglos, el Consejo ha servido como órgano asesor del Arconte y como "intermediario" entre él y los Estados Generales. La legislación aprobada por los Estados Generales debe primero pasar al Consejo para ser debatida y criticada y, si sobrevive, se pasa al Arconte para su aprobación final. Asimismo, el Arconte puede (como cortesía) presentar propuestas al Consejo para recibir su asesoramiento antes de llevarlas ante los Estados Generales. El Consejo también puede proponer su propia legislación para la aprobación del Arconte y los Estados Generales, aunque normalmente se abstiene de hacerlo por motivos de seguridad política.
La membresía en el Consejo ha cambiado a lo largo de los años. Antes de la unificación en la Mancomunidad Federada, el Consejo de la Mancomunidad contaba de ocho miembros: los duques del Pacto de Tamar y la Federación de Skye, los Cancilleres de los Departamentos de Finanzas, Políticas Internas, Relaciones Exteriores y el Cuerpo de Inteligencia lirano, y el Canciller de los Pueblos que es elegido por los Estados Generales. Después del cisma con Federación y la reorganización del estado lirano, el Consejo de la Alianza se aumentó a once miembros, que consistían en los Cancilleres anteriores y los duques de las cinco provincias que ahora componían la Alianza de Lirana. También se han agregado restricciones sobre quién puede servir en dicho consejo: después de 2812, solo un miembro de la Casa Steiner podría servir en el Consejo (ampliado a dos durante los años de la Mancomunidad Federada), una regla que se extendió a todas las demás casas nobles en 2821.

### Estados Generales
Los Estados Generales eran originalmente un organismo representativo con poca autoridad real, esencialmente un foro donde trescientos representantes podían expresar sus quejas, pero desde entonces se ha convertido en un verdadero parlamento. Cada planeta (o grupo de planetas según sea el caso) puede elegir a su manera quién será su representante, con delegados sirviendo por períodos de seis años sin límites de mandato. Hay reglas estrictas que gobiernan quién puede servir como delegado: ningún miembro de la nobleza superior a un barón o ni persona condenada por un crimen mayor en los últimos quince años puede servir en dicho parlamento, y durante su tiempo como representante todos sus bienes personales deben ser colocados en un fideicomiso ciego. Los Estados Generales también reconocen a los delegados de los planetas que están ocupados por una potencia extranjera. Los "sin hogar", como se les conoce, están alojados en la ciudad de Tharkad a expensas del Arconte y son puestos hereditarios basados en el último Representante electo antes de la ocupación hostil del territorio.
Los Estados Generales se reúnen cada primavera en la Gran Asamblea en la Casa de Gobierno en Tharkad para sesiones de cuatro meses, aunque pueden prolongarse según lo requiera la necesidad. En las semanas previas a la sesión legislativa, el Comité Directivo determina el itinerario de la sesión con su titular, el Portavoz de la Asamblea, controlando también el debate en la Gran Asamblea. Aunque pretende ser poco más que un sello de goma para aprobar las políticas del Arconte, los Estados Generales han asumido más autoridad y responsabilidades, incluida la reforma fiscal y la creación del presupuesto anual. Quizás su acción más audaz fue su voto de censura contra el arconte Alessandro Steiner en 3007, un acto que conduciría a su renuncia. Sin embargo, la mayoría de las veces, los Estados Generales trabajan con el Consejo y el Arconte en compromisos de política para el bien del estado.

### Corte Real
La Corte Real se refiere a uno de los tres edificios de la Tríada, un enorme complejo de instalaciones recreativas, museos, salones de baile y la Sala del Trono donde el Arconte se sienta bajo la mirada protectora de un par de battleMech del modelo Griffin. También se refiere a las sesiones sociales patrocinadas por el Arconte para entretener a visitantes importantes de todo el estado de lirano; Todos, desde nobles y generales hasta científicos y artistas, están invitados (o lo esperan) a asistir a estas festividades. Por lo general, habrá tres sesiones de este tipo en un año, cada una con una duración de dos meses con al menos un mes entre ellas para permitir que el séquito del Arconte planifique y ejecute los eventos. Ser uno de los jóvenes designados para el séquito del Arconte se considera un honor y un camino hacia un mayor servicio en el estado lirano. Menos opulenta que reuniones similares en otras partes de la Esfera Interior, la Corte Real es, sin embargo, un evento importante para que la élite lira se reúna y tome decisiones que podrían afectar a todo el estado.

## Fuerzas Armadas
Desde la caída de la Liga Estelar, se considera que el Alto Mando de la Mancomunidad de Lira estaba sobredimensionado, y era inepto e ineficaz. Al principio de su existencia, la Mancomunidad creó el título de "General Social" para aquellos individuos importantes que carecían de otros títulos. Los generales sociales no son exclusivos de los liranos, pero hay una preponderancia de ellos en comparación con otras naciones. Estos individuos son oficiales (no necesariamente de alto rango, a pesar del término) que recibieron su puesto a través de sus contactos en lugar de por su talento marcial. Estos generales sociales decidieron con el tiempo que poseían autoridad militar y comenzaron a supervisar las operaciones militares reales. El rango y los premios se repartieron como regalos de fiesta y la estructura pronto se volvió muy pesada. El liderazgo incompetente del ejército lirano ha sido responsable de muchas malas decisiones, y un liderazgo deficiente se ha reflejado en el desempeño de sus tropas.
Para compensar las deficiencias de su Alto Mando, los Liranos son conocidos por el uso de grandes battleMechs. Usando su base industrial bien establecida, la LAAF tiene la proporción más alta de 'Mechs de asalto que cualquier otra nación en la Esfera Interior. Sin embargo, esto no siempre ha sido una bendición, ya que sus enemigos han podido utilizar fuerzas más equilibradas para superar y derrotar en muchas ocasione sa los liranos.
Los problemas con el ejército lirano solo comenzaron a reducirse durante el mandato de la arcontesa de Katrina Steiner, pero incluso entonces, las tropas regulares que participaban en la batalla a menudo desconfiaban de la estructura de mando. Durante la Tercera Guerra de Sucesión, la Mancomunidad perdió varios mundos a manos del Condominio Draconis debido a una mala planificación, logística y apoyo de la estructura de mando lirana a pesar del fuerte compromiso de las fuerzas terrestres. La Alianza de la Mancomunidad Federada hizo mucho para cambiar eso, incluso eliminó a los generales sociales por un corto tiempo. Aunque la Federación de Soles intentó ayudar a los liranos a equiparar sus fuerzas armadas con las Fuerzas Armadas de la Federación, gran parte de ese esfuerzo se deshizo cuando Katherine separó a la Alianza Lirana y eliminó a muchos de los oficiales de calidad porque permanecieron leales a su hermano. Además, Katherine trajo de vuelta a los llamados "generales sociales".
Los reclutas pueden ingresar a las Fuerzas Armadas de la Mancomunidad de Lira (LCAF por sus siglas en inglés) a la edad de dieciséis años. La LCAF ha implementado borradores para reforzar las fuerzas de las unidades, especialmente en períodos de guerra intensa, como el comienzo de la Cuarta Guerra de Sucesión en 3028.

## Economía
En el universo ficticio de Battletech, la economía lirana se ve favorecida en gran parte por el hecho de que algunos de los planetas más ricos en recursos descubiertos hasta el momento se encuentran dentro de sus fronteras.  Más allá de eso, sin embargo, está el hecho de que el gobierno es un socio tanto para ayudar a las nuevas empresasa iniciar su andadura como para ayudar a expandirse a las empresas existentes, invirtiendo en diversas industrias y fomentando el comercio entre los planetas miembros y con otros reinos. En su mayor parte, el estado permite que funcione el mercado libre, pero puede ejercer su influencia de varias formas. La Casa de la Moneda de la Mancomunidad (Casa de la Moneda de la Alianza mientras el estado se denominó Alianza Lirana) es responsable de acuñar el Kroner, con amplias instalaciones en seis mundos: Tharkad, Donegal, Skye, Bolan, Australia y Alarion, cada uno defendido como si fuera una fortaleza. El Banco de Reserva de la Mancomunidad (o de la Alianza), también está en Tharkad, y regula la oferta monetaria, trabaja para mantener la fortaleza de la corona, incluida la compra y venta de su oferta de productos básicos (en particular germanio) que respaldan la moneda. Por último, están las cinco bolsas de valores, ubicadas en los mismos mundos que las casas de moneda de la nación, excepto Tharkad, que se gestionan como asociaciones entre los gobiernos nacional y planetario. Los inversores compran y venden acciones, bonos y materias primas en las bolsas, que son financiadas por el gobierno y supervisadas por el Ministerio de Finanzas. Más allá de regular los mercados para garantizar que no se produzcan operaciones con información privilegiada y otras prácticas desleales, el Ministerio puede seguir las tendencias y, si algo amenaza la economía de Lyran, tomar medidas como detener el comercio y cerrar los mercados.
La economía lirana no siempre fue tan fuerte: el período de los nueve Arcontes fue una verdadera montaña rusa mientras los gobernantes de la nación luchaban por todo, desde la planificación económica hasta qué moneda dominaría, todo ello bajo la constante amenaza del Condominio Kurita. Esto finalmente se resolvió con el ascenso al poder de Robert Marsden y la implementación de varias reformas financieras, lo que proporcionó una estabilidad muy necesaria.  La decisión de unirse a la Liga Estelar también provocó graves trastornos, incluso en los años previos a su creación formal. Ante la insistencia de la Hegemonía Terráquea, se eliminaron las barreras comerciales y de inmigración, creando un repentino impacto de nuevos inmigrantes y empresas extranjeras que amenazaron con abrumar la economía. Tracial Steiner se vio obligado a cerrar completamente las fronteras económicas de la Mancomunidad en 2562 y ordenó a los legisladores reformar las leyes financieras de la nación para adaptarse mejor al flujo esperado de nuevos capitales y personas. Dos años más tarde, comenzó un alivio gradual de las restricciones para que la economía de la nación estuviera lista cuando la Liga Estelar se creara formalmente en 2571. Los temores de que la rica Mancomunidad de Lira soportaría la carga de apuntalar a los miembros menos desarrollados de la Liga resultó infundado y los liranos entraron en una edad de oro de la expansión económica bajo el manto de la Liga Estelar.
Incluso durante los últimos años de la Liga Estelar, la economía lirana disfrutó de una enorme prosperidad gracias al aumento del gasto militar para hacer frente a las crecientes amenazas a la seguridad de la Mancomunidad.  Las Guerras de Sucesión no fueron menos devastadoras para la economía lirana que para las economías de los demás Estados Sucesores, pero la Mancomunidad aún pudo mantener su posición como la más rica entre ellos, y sus ciudadanos experimentaron menos disparidades en las condiciones de vida y la tecnología que en otros lugares. Al final de la Tercera Guerra de Sucesión, todavía quedaba una gran cantidad de artefactos de perditecnia (neologismo que alude a la tecnología perdida por los años de conflicto) supervivientes esparcidos por toda la Mancomunidad.  La creación de la Mancomunidad Federada conduciría tanto al crecimiento económico como a las luchas a medida que las economías de la Federación y la Mancomunidad comenzaran a integrarse entre sí. La Invasión del Clan, aunque finalmente terminó con la victoria de la Esfera Interior, fue un desastre económico para la mitad lirana de la Mancomunidad Federada, lo que ayudó a alimentar el descontento entre los que se oponían a ella y condujo en última instancia a la Guerra Civil de la Mancomunidad Federada que nuevamente causaría importantes daños económicos.

## Sociedad y cultura
En el universo ficticio de battletech, el estado lirano se define por su herencia cultural germánica, y en cierto sentido esto es cierto. Katherine Steiner es la principal responsable de este estado de cosas, indirectamente como un ícono cultural muy popular e inspirador y deliberadamente con acciones como defender el alemán como lengua estatal y asignar títulos nobiliarias alemanas para la nobleza lira. Sin embargo, los liranos en realidad provienen de una diversidad de orígenes y trazan su linaje a una variedad de herencias étnicas, que incluyen Europa del Este, Australia y Nueva Zelanda, Asia Oriental, África y América Negra. En lugar de intentar reemplazar estas identidades locales, laentidad lirana busca complementarlas, dando a personas de diversos orígenes un terreno común para comunicarse y entenderse entre sí. La discriminación basada en categorías como raza, género u orientación sexual es en gran parte una cosa del pasado entre los liranos, aunque en su lugar siguen existiendo importantes prejuicios basados en la clase. Al mismo tiempo, dado el control flexible del gobierno central sobre cómo los mundos miembros se gobiernan a sí mismos, muchos liranos tienen una componente independentista que los hace identificarse a sí mismos por su mundo particular en primer lugar y del estado de lirano en segundo lugar, lo que ha llevado a frecuentes estallidos de malestar y rebelión.
Incluso en medio de las devastadoras Guerras de Sucesión, el estado lirano, como la nación más rica y económicamente más estable de la Esfera Interior, podía presumir del nivel de vida promedio más alto para sus ciudadanos. Los ciudadanos liranos se encuentran entre los más educados dentro de la Esfera Interior gracias a la gran inversión del gobierno en educación, los estándares e iniciativas nacionales de educación, como las asociaciones corporativas y públicas y el Programa de Profesores Peregrinos. Mientras que la mayoría de las instituciones y profesores habían sido destruidos por la conflagración de las Guerras de Sucesión, en 3025 la Mancomunidad de Lira todavía tenía cinco universidades de investigación importantes, con una expansión significativa en los años de paz posteriores. La inversión gubernamental significativa y las pocas leyes de censura también aseguran una escena artística próspera y una huella en los medios, en la que incluso el mundo más escasamente poblado que cuenta con transmisiones de holovídeos.  Los liranos también disfrutan de un derecho básico a la alimentación y la vivienda, pero esas opciones públicas tienden a ser de calidad tal que alienta a los ciudadanos a trabajar más para mejorar su situación.
Si bien los Steiner tienden hacia el protestantismo o el budismo, no existe una religión oficial del estado y, de hecho, una separación estricta de la iglesia y el estado combinada con la libertad de culto garantizada ha llevado a una historia de tolerancia religiosa. Las religiones tradicionales de Terra siguen siendo las más destacadas, mientras que la variedad de nuevas religiones que han surgido desde que la humanidad colonizó las estrellas no son tan populares. El cristianismo es la religión individual más grande en el espacio de lirano, diseminada en muchas sectas diferentes, seguida por el judaísmo. El hinduismo, el islam y el budismo también prevalecen, aunque tienden a agruparse en áreas específicas. Docenas de mundos son mayoritariamente hindúes, con Chahar y Nueva India, los dos con las dos poblaciones más grandes, vistos como centros de la fe. Lo mismo ocurre con el budismo, Nuevo Kyoto y Kwangchowwang se consideran centros de las tradiciones de la religión. Dar-es-Salaam sirve como punto focal para la mayoría de las sectas islámicas con la tradición musulmana negra más fuerte dentro de las provincias de Coventry y Trellshire. De las religiones más nuevas que han surgido, la más popular dentro del espacio de lirano se conoce como la fe de una estrella.